# Peter Strasser
Peter Strasser (1. dubna 1876 Hannover – 5. srpna 1918 nad mořem poblíž Wells-next-the-Sea) byl německý korvetní kapitán a především aktivní organizátor bojové činnosti německé námořní vzduchoplavby, které velel během 1. světové války.

## Životopis
V roce 1894 absolvoval gymnázium a 16. dubna téhož roku se zapsal jako kadet k německému námořnictvu. Studoval námořní dělostřelecké školy v Kielu a Wilhelmshavenu. V dalších letech sloužil na různých pozicích a byl povyšován.
27. září 1913 byl stanoven v hodnosti fregatního kapitána velitelem německé námořní vzduchoplavby (v Německu existovala i armádní vzduchoplavba). Společně s Hugo Eckenerem, spolupracovníkem Ferdinanda von Zeppelina prosadil již před začátkem války stavbu námořních vzducholodí. V dubnu 1915 dal rozkaz k bombardování Velké Británie.
5. srpna 1918 se osobně zúčastnil náletu na Británii na palubě tehdy nejmodernější vzducholodě L 70 (LZ 112). Nedaleko Norfolku byla vzducholoď ve výšce 5200 m sestřelena britským záchytným letounem de Havilland D.H.4.